# Perimétrio
O perimétrio é a mais externa das três camadas que formam a parede do útero - perimétrio, miométrio e endométrio. É formado principalmente por uma camada serosa, constituída de mesotélio e tecido conjuntivo. Em algumas porções do órgão, essa camada é constituída de tecido conjuntivo sem revestimento de mesotélio, denominada camada adventícia.